# Gradientenoptik

Eine Gradientenlinse mit parabolischer Änderung des Brechungsindex entlang des radialen Abstandes. Die Linse bündelt Licht ähnlich wie eine konventionelle Linse.

Die Gradientenoptik ist der Teilbereich der Optik, der das Verhalten von Licht in Materialien mit einem Gradient des Brechungsindex beschreibt. In solchen Materialien wird ein Lichtstrahl je nach Einfallswinkel bogenförmig abgelenkt.

## Winkel der Ablenkung
Beim Übergang eines Lichtstrahls zwischen zwei Materialien mit unterschiedlichem Brechungsindex ändert sich seine Ausbreitungsrichtung gemäß dem Brechungsgesetz von Snellius. Dies gilt auch dann, wenn der Übergang des Brechungsindex nicht abrupt, sondern allmählich erfolgt. Gleiches gilt für den Einfallswinkel ab dem Totalreflexion erfolgt.

## Gradientenlinsen
Die optischen Eigenschaften kontinuierlicher Materialübergänge werden unter anderem in Gradientenlinsen (GRIN- / Gradienten-Index-Linsen) genutzt. Dies sind zylinderförmige, transparente optische Bauteile mit einem in radialer Richtung abnehmenden Brechungsindex. Meist nimmt der Brechungsindex quadratisch mit dem Abstand zur Mitte ab (Parabelfunktion). Ein kurzer Stab aus einem solchen Material wirkt wie eine gewöhnliche Sammellinse, besitzt aber an den Lichtein- und Lichtaustrittsseiten plane Oberflächen. Das erleichtert die Montage, die Miniaturisierung und die Verbindung mit nachfolgenden optischen Elementen. Die flache Oberfläche solcher Linsen stellt insbesondere bei der Ankopplung an Lichtwellenleiter einen Vorteil gegenüber konventionellen Linsen dar. GRIN-Linsen kommen häufig bei Anwendungen zum Einsatz, die zahlreiche optische Elemente auf kleinem Raum erfordern. Beispiele sind Fotokopierer, oder Scanner.
Der exakte Verlauf des radialen Brechungsindexes kann bei der Herstellung kaum im Detail beeinflusst werden (im Gegensatz zur Formgebung bei geschliffenen Linsen). Außerdem gibt es kein wirtschaftliches Herstellungsverfahren für große Linsendurchmesser. Für optische Systeme mit hoher optischer Auflösung, beispielsweise im Objektiv (Optik) einer Kamera eignen sich GRIN-Linsen daher weniger gut. Ein vielschichtiger Aufbau aus verschiedenen Kunststoffen kann hierfür jedoch Fortschritte erbringen.
In der Neurowissenschaft finden GRIN Linsen Anwendung in der Messung von Calciumsignalen in Nervenzellen, die sich tief unter der Hirnoberfläche befinden. Es ist so möglich, Hirnregionen die für herkömmliche in-vivo-Mikroskopiemethoden wie die Dualphotonenmikroskopie, unzugänglich waren, im lebenden Organismus zu untersuchen.
Die verbreitetste Herstellungsmethode für gläserne GRIN-Linsen ist der Ionenaustausch. Beispielsweise kann natriumhaltiges Glas in flüssiges Lithium getaucht werden. Durch Diffusion wird dabei ein Teil der Na+-Ionen des Glases gegen Li+-Ionen ausgetauscht, wobei der resultierende Lithiumgehalt an der Oberfläche höher ist als in der Tiefe des Materials. Somit weist das Glas nach der Behandlung einen Materialgradienten und einen korrespondierenden Gradienten des Brechungsindex auf.

## Gradientenindexfasern
Bestimmte, Gradientenindexfasern genannte Lichtwellenleiter besitzen einen allmählich radial nach außen hin abnehmenden Brechungsindex. Bei Multimode-Fasern hat dies den Vorteil, dass die Dispersion unterschiedlicher Moden geringer ausfällt als bei einem stufenförmig ansteigenden Brechungsindex.

## Weitere Beispiele

Eine Lüneburg-Linse, bei der der Brechungsindex mit blauer Farbe angedeutet ist. Parallel einfallende Strahlen werden auf die Rückseite der Kugel fokussiert.

Ein alltägliches Beispiel für einen gradientenoptischen Effekt ist die Fata Morgana. Über von der Sonne aufgeheiztem Asphalt einer Straße kann in größerer Entfernung ein flimmerndes Spiegelbild des Himmels zu sehen sein. Die Ursache dafür ist, dass heiße Luft knapp über der Straßenoberfläche einen geringeren Brechindex besitzt als kühlere und damit dichtere Luft darüber. Dieser Gradient des Brechungsindex lenkt Licht, das unter einem flachen Winkel auf die Straßenoberfläche fällt, bogenförmig zurück nach oben und ins Auge des Betrachters.
Die Linse des menschlichen Auges besitzt einen radial abnehmenden Brechungsindex. Zusammen mit der Linsenform bewirkt dies eine Fokussierung des einfallenden Lichtes auf die Netzhaut.
Die Schichtung der Atmosphäre lenkt Radiowellen teilweise wieder zur Erde zurück. Auf diese Weise erreichen sie Orte hinter dem Horizont und es entstehen Überreichweiten.
Bei der Lüneburg-Linse steigt der Brechungsindex einer transparenten Kugel von außen nach innen an. Einfallende, ebene Wellenfronten werden dadurch auf die Oberfläche der Rückseite der Kugel fokussiert. Dadurch wirkt die Kugel als Katzenauge.